# Borová (Pardubice)
Borová é uma comuna checa localizada na região de Pardubice, distrito de Svitavy.